# Bosc-Bérenger
Bosc-Bérenger település Franciaországban, Seine-Maritime megyében. Lakosainak száma 198 fő (2022. január 1.). Bosc-Bérenger Cottévrard, Critot, Saint-Martin-Osmonville és Saint-Saëns községekkel határos.

## Népesség
A település népességének változása:
| Lakosok száma | 177  | 174  | 184  | 190  | 198  | 200  | 201  | 203  | 198  |
|               | 2013 | 2015 | 2016 | 2017 | 2018 | 2019 | 2020 | 2021 | 2022 |